# Salvador Manzanares Fernández
Salvador Manzanares Fernández (Bretún, Villar del Río, Sòria, 18 de gener de 1788 - Estepona, 8 de març de 1831) va ser un polític i militar liberal espanyol.

## Biografia
Va ingressar en l'exèrcit en 1805 i va ser fet presoner en la batalla de Tudela durant la Guerra del francès i enviat a presó a França, on va conèixer Pedro Gómez Labrador. Va aconseguir escapar i va tornar a Espanya, i fou nomenat tinent coronel, capità de sapadors i professor de l'Acadèmia d'Alcalà de Henares. Finalitzada la guerra, va ser jutjat pel Tribunal de la inquisició per maçó, per la qual cosa es va veure obligat a exiliar-se a Lilla. Va tornar el febrer de 1820 amb Francisco Espoz e Ilundain quan es va proclamar el Trienni liberal.
Va formar part com a Ministre de la Governació dels darrers governs liberals, i fou tinent general de l'Exèrcit a Catalunya (1822-1823). Amb la tornada a l'absolutisme després de la intervenció dels Cent Mil Fills de Sant Lluís en 1823, es va exiliar a Gibraltar. Va decidir donar suport al pronunciament de José María de Torrijos y Uriarte. Després de diversos intents fracassats contra La Línea de la Concepción i Algesires, va prendre Los Barrios el 21 de febrer de 1831 amb l'ajut de Tomás Benítez i Carles Vincent d'Agramunt. A la fi del mateix mes va desembarcar a Getares i va assetjar Algesires. Després va posar rumb a Estepona, on va ser traït, capturat i executat.